# Rolls-Royce Crecy
Il Rolls-Royce Crecy era un motore aeronautico a V dodici cilindri a due tempi, raffreddato a liquido, prodotto dalla britannica Rolls-Royce Limited.
Rimase a livello sperimentale con solo 6 unità costruite.

## Sviluppo e caratteristiche
Il Crecy era progettato dall'ingegner Harry Wood il quale si era basato su un precedente motore sperimentale di Harry Ricardo che, tra le altre cose, condusse i primi studi sul sistema delle valvole a fodero.
Il suo sviluppo iniziò nel 1937 con la progettazione di un monocilindrico originariamente pensato a ciclo diesel e che era dotato di tutte le caratteristiche del motore definitivo. Successivamente però la commissione ministeriale che esaminò il progetto richiese di trasformarlo in un più convenzionale motore a ciclo Otto pur conservando l'alimentazione ad iniezione diretta.
Il primo motore completo arrivò nel 1941 e la sua potenza era di 1 400 hp (1 044 kW). Si riscontrarono però dei problemi di vibrazioni, al sistema di raffreddamento e alla distribuzione. Il motore di solito veniva sovralimentato con una pressione di circa 6,8 kg (15 lb).
Aveva una cilindrata di 26,1 L (1 593 in³), mentre l'angolo tra i due blocchi di cilindri era di 90°. Il motore adottava il sistema di distribuzione con valvole e fodero ed era alimentato con il sistema di iniezione diretta. L'alesaggio era di 129,5 mm (5,1 in), mentre la corsa del pistone era di 165,1 mm (6,5 in). Il rapporto di compressione era di 7:1, mentre il propulsore pesava 820 kg (1,808 lb).
La spinta fornita dall'espulsione dei gas di scarico rappresentava circa il 30 per cento della potenza del motore, il quale oltretutto era molto silenzioso.
Ne furono costruiti solo sei esemplari e le ricerche vennero interrotte nel dicembre del 1945. Il quinto motore, numero seriale 10, raggiunse nel dicembre del 1944 la potenza di 5 000 hp (3 728 kW).
Per questi motori la Rolls Royce impiegò, quali numeri di produzione, solo i numeri pari. Era infatti abitudine di questa ditta utilizzare i numeri pari per indicare quei motori il cui albero, visto di fronte, ruotava in senso orario.